# Alcyonium capitatum
Alcyonium capitatum är en korallart som först beskrevs av Pfeffer 1889.  Alcyonium capitatum ingår i släktet Alcyonium och familjen läderkoraller. Inga underarter finns listade i Catalogue of Life.